# Zabrdo
Zabrdo este o localitate din comuna Železniki, Slovenia, cu o populație de 4 locuitori.